# Varrdens grannaste språg
Varrdens grannaste språg: en handbok i trelleborgska ord, namn och företeelser är en bok från 2007 sammanställd av Ingrid Wall och Susanne Nilsson vid Trelleborgs kommun av inskickade ord till kommunens hemsida. Boken gavs ut i samband med Trelleborgs 750-årsjubileum.